# Beatrice d'Aviz (duchessa di Savoia)
Beatrice d'Aviz, o Beatrice del Portogallo, infanta di Portogallo e duchessa di Savoia (Lisbona, 31 dicembre 1504 – Nizza, 8 gennaio 1538), fu la moglie di Carlo II di Savoia.
Era la seconda figlia di Manuele I del Portogallo e della sua seconda moglie Maria di Castiglia. Sua sorella Isabella sposò Carlo V d'Asburgo.

## Biografia

### Infanzia
Figlia secondogenita di Manuele I del Portogallo (1469–1521) e della seconda moglie Maria di Castiglia (1482–1517), Beatrice crebbe sotto la supervisione della governante Elvira de Mendoza. Viene descritta come bella, brillante ed ambiziosa.

### Matrimonio

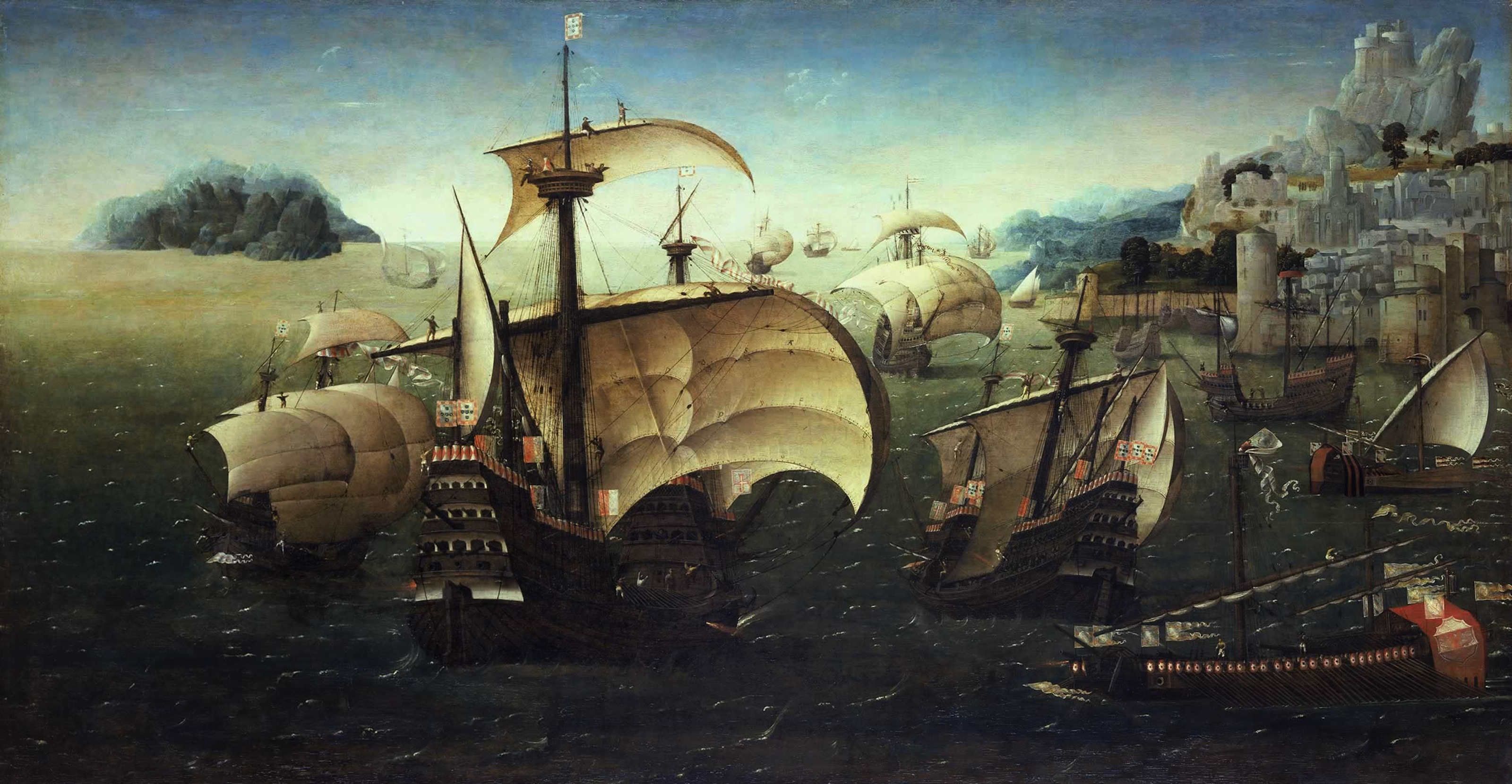
Squadrone di caracche e galee portoghesi tra cui (prob.) la grande caracca Santa Catarina do Monte Sinai - particolare da "Il viaggio di nozze dell'Infanta portoghese Beatriz verso la Savoia" di Gregório Lopes o Cornelis Antoniszoon (1521).

Beatrice sposò Carlo II di Savoia, dopo una lunga trattativa, il 5 ottobre 1521 a Villefranche-sur-Mer. Era stata inizialmente in lizza con la sorella maggiore Isabella per la mano di Carlo V d'Asburgo, loro cugino di primo grado per parte di madre. Avendo il marito ereditato il titolo ducale sin dal 1504, Beatrice fu immediatamente duchessa consorte ed iniziò a dare al marito degli eredi (Emanuele Filiberto Adriano nacque il 19 novembre 1522) che, per la maggior parte, morirono però in tenerissima età.

Si spostò spesso tra Ginevra, Nizza, Torino e Rivoli.
Il matrimonio tra la sorella Isabella e Carlo V (1526) trasformò Beatrice, sovrana di un regno incuneato tra i domini italiani degli Asburgo ed il Regno di Francia, in un pezzo fondamentale dello scacchiere politico europeo.

Il 3 aprile 1531, Beatrice ricevette in dono dall'Imperatore la Contea di Asti che resse fino alla sua morte cedendola in eredità all'unico figlio sopravvissuto Emanuele Filiberto I di Savoia duca di Savoia e pretendente al trono portoghese nel 1580.
Nel 1534, ospitò la tredicenne Cristina di Danimarca durante il suo viaggio di nozze verso Milano. Alla morte di Francesco II Sforza (ultimo duca di Milano), pochi mesi dopo le nozze (1535), la corte di Milano suggerì proprio il maggiore dei figli di Beatrice, il dodicenne Ludovico, come possibile nuovo marito di Cristina nel tentativo di evitare un'occupazione imperiale del Ducato. Beatrice appoggiò il piano e, alla morte di Ludovico (1536), propose come alternativa Emanuele Filiberto. In risposta agli intrighi della duchessa, il Regno di Francia occupò la Savoia e Beatrice (aprile) fu costretta a riparare a Milano da Cristina con i figli Emanuele Filiberto e Caterina e la Sindone di Torino (prelevata da Chambéry). Già in maggio Beatrice visitò il cugino e cognato Carlo V a Pavia, perorando la propria causa ma senza risultato e dovette pertanto farsi ospitare dall'amica Cristina. Nel novembre 1537 Beatrice si abboccò nuovamente con Carlo V a Genova ma nuovamente invano.

### Morte
Da Genova, si portò a Nizza, ove si ricongiunse con il duca Carlo II ed ivi morì l'8 gennaio 1538 poco dopo il parto dell'ultimo figlio, Gianmaria.

## Discendenza
A Carlo, Beatrice diede nove figli:
- Emanuele Filiberto Adriano (19 novembre 1522-10 gennaio 1523);
- Ludovico (4 dicembre 1523 - Madrid 25 novembre 1536);
- Emanuele Filiberto, futuro duca di Savoia (Chambéry, 8 luglio 1528 - Torino, 30 agosto 1580);
- Caterina (25 novembre 1529-maggio 1536);
- Maria (12 gennaio 1530-1531);
- Isabella (maggio 1532-24 settembre 1533);
- Gianmaria (3 dicembre 1537-8 gennaio 1538);

ed altri due figli, entrambi di nome Emanuele, morti in fasce (fu proprio Beatrice ad aver introdotto in Casa Savoia il nome di Emanuele).

## Albero genealogico
|                             |                        |                          | Genitori                             |  |  | Nonni |  |  | Bisnonni               |  |  | Trisnonni                 |  |
|                             |                        |                          |                                      |  |  |       |  |  | Edoardo del Portogallo |  |  | Giovanni I del Portogallo |  |
|                             |                        |                          |                                      |  |  |       |  |  | Edoardo del Portogallo |  |  | Giovanni I del Portogallo |  |
|                             |                        | Filippa di Lancaster     |                                      |  |  |       |  |  | Edoardo del Portogallo |  |  |                           |  |
| Ferdinando d'Aviz           |                        |                          |                                      |  |  |       |  |  | Edoardo del Portogallo |  |  |                           |  |
|                             |                        | Eleonora d'Aragona       | Ferdinando I di Aragona              |  |  |       |  |  |                        |  |  |                           |  |
|                             |                        | Eleonora d'Aragona       | Ferdinando I di Aragona              |  |  |       |  |  |                        |  |  |                           |  |
|                             |                        | Eleonora d'Aragona       | Eleonora d'Alburquerque              |  |  |       |  |  |                        |  |  |                           |  |
| Manuele I del Portogallo    |                        | Eleonora d'Aragona       |                                      |  |  |       |  |  |                        |  |  |                           |  |
|                             |                        | Giovanni d'Aviz          | Giovanni I del Portogallo            |  |  |       |  |  |                        |  |  |                           |  |
|                             |                        | Giovanni d'Aviz          | Giovanni I del Portogallo            |  |  |       |  |  |                        |  |  |                           |  |
|                             |                        | Giovanni d'Aviz          | Filippa di Lancaster                 |  |  |       |  |  |                        |  |  |                           |  |
| Beatrice d'Aviz             |                        | Giovanni d'Aviz          |                                      |  |  |       |  |  |                        |  |  |                           |  |
|                             |                        | Isabella di Braganza     | Alfonso I di Braganza                |  |  |       |  |  |                        |  |  |                           |  |
|                             |                        | Isabella di Braganza     | Alfonso I di Braganza                |  |  |       |  |  |                        |  |  |                           |  |
|                             |                        | Isabella di Braganza     | Beatriz Pereira de Alvim             |  |  |       |  |  |                        |  |  |                           |  |
| Beatrice d'Aviz             |                        | Isabella di Braganza     |                                      |  |  |       |  |  |                        |  |  |                           |  |
|                             | Giovanni II di Aragona | Ferdinando I di Aragona  |                                      |  |  |       |  |  |                        |  |  |                           |  |
|                             | Giovanni II di Aragona | Ferdinando I di Aragona  |                                      |  |  |       |  |  |                        |  |  |                           |  |
|                             | Giovanni II di Aragona | Eleonora d'Alburquerque  |                                      |  |  |       |  |  |                        |  |  |                           |  |
| Ferdinando II di Aragona    | Giovanni II di Aragona |                          |                                      |  |  |       |  |  |                        |  |  |                           |  |
|                             |                        | Giovanna Enríquez        | Federico Enriquez                    |  |  |       |  |  |                        |  |  |                           |  |
|                             |                        | Giovanna Enríquez        | Federico Enriquez                    |  |  |       |  |  |                        |  |  |                           |  |
|                             |                        | Giovanna Enríquez        | Mariana Fernández de Córdoba y Ayala |  |  |       |  |  |                        |  |  |                           |  |
| Maria d'Aragona e Castiglia |                        | Giovanna Enríquez        |                                      |  |  |       |  |  |                        |  |  |                           |  |
|                             |                        | Giovanni II di Castiglia | Enrico III di Castiglia              |  |  |       |  |  |                        |  |  |                           |  |
|                             |                        | Giovanni II di Castiglia | Enrico III di Castiglia              |  |  |       |  |  |                        |  |  |                           |  |
|                             |                        | Giovanni II di Castiglia | Caterina di Lancaster                |  |  |       |  |  |                        |  |  |                           |  |
| Isabella di Castiglia       |                        | Giovanni II di Castiglia |                                      |  |  |       |  |  |                        |  |  |                           |  |
|                             |                        | Isabella d'Aviz          | Giovanni d'Aviz                      |  |  |       |  |  |                        |  |  |                           |  |
|                             |                        | Isabella d'Aviz          | Giovanni d'Aviz                      |  |  |       |  |  |                        |  |  |                           |  |
|                             |                        | Isabella d'Aviz          | Isabella di Braganza                 |  |  |       |  |  |                        |  |  |                           |  |
|                             |                        | Isabella d'Aviz          |                                      |  |  |       |  |  |                        |  |  |                           |  |